# Vérification formelle
Cet article court présente un sujet plus développé dans : Méthode formelle (informatique).
 (juin 2025).
Si vous disposez d'ouvrages ou d'articles de référence ou si vous connaissez des sites web de qualité traitant du thème abordé ici, merci de compléter l'article en donnant les références utiles à sa vérifiabilité et en les liant à la section « Notes et références ».
On parle de vérification formelle quand on[Qui ?] utilise les techniques des méthodes formelles.

## Utilisation
Dans le monde industriel, la vérification formelle est utilisée aussi bien pour vérifier du code informatique (bon fonctionnement des programmes avant la livraison du logiciel), que du code de circuits électroniques.